# Liste der Naturdenkmale in Seck
Die Liste der Naturdenkmale in Seck nennt die im Gemeindegebiet von Seck ausgewiesenen Naturdenkmale (Stand 13. Juni 2024).

## Naturdenkmale
| Nr.         | Bezeichnung    | Lage                | Beschreibung | Bild                                    |
| ----------- | -------------- | ------------------- | ------------ | --------------------------------------- |
| ND-7143-463 | Die alte Linde | Seck, Marktweg Lage | Tilia sp.    | Direkt Bild zu diesem Denkmal hochladen |